# Trojszyk gryzący

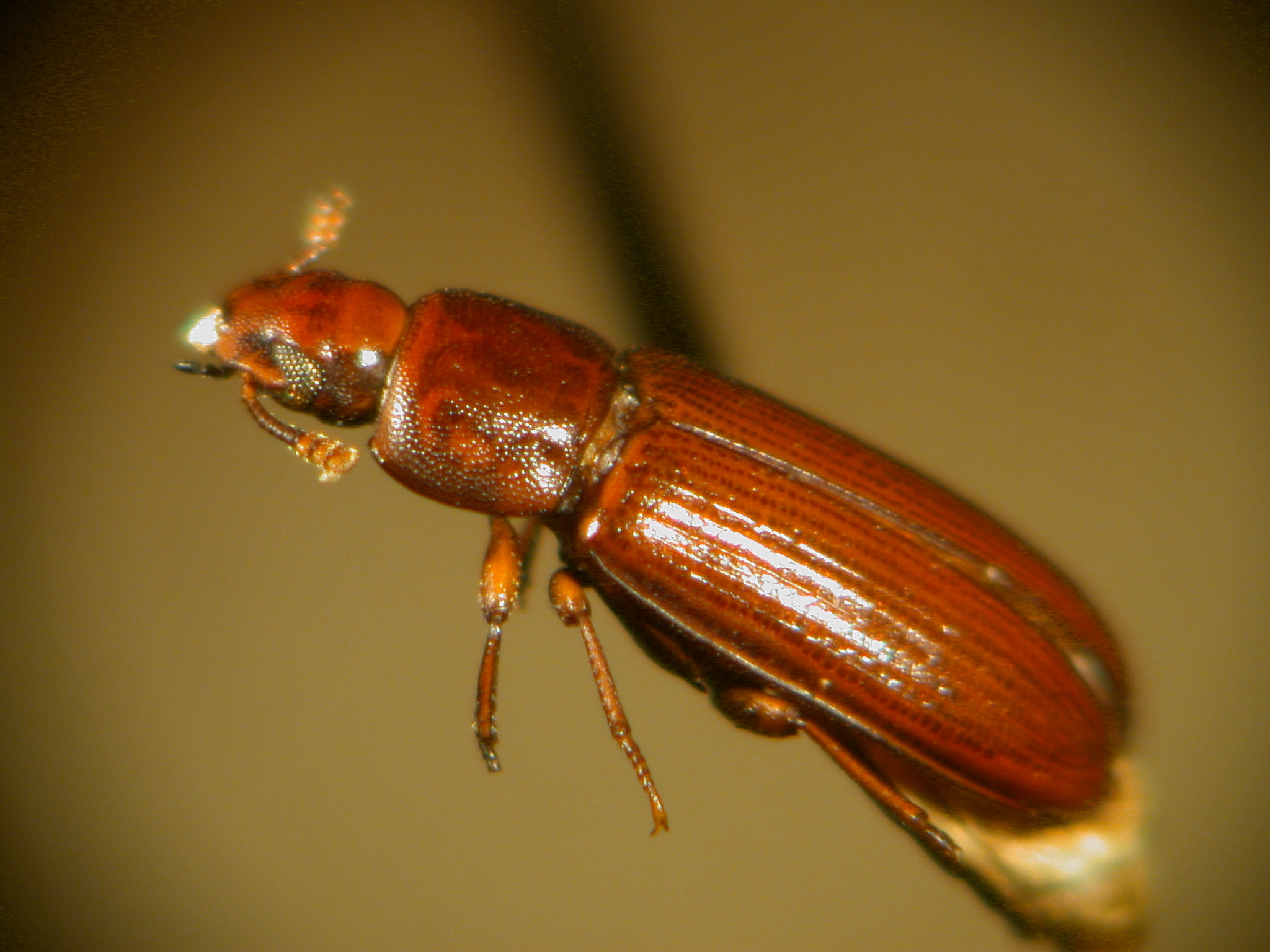
Trojszyk gryzący

Trojszyk gryzący (Tribolium castaneum) – gatunek chrząszcza z rodziny czarnuchowatych i podrodziny Tenebrioninae.

## Morfologia
Chrząszcz o ciele wydłużonym, lekko spłaszczonym, długości od 3 do 3,5 mm. Jego ubarwienie może być rdzawobrązowe, rude lub czerwonobrunatne. Trzy ostatnie człony czułków ma żółte, jednakowo szerokie, szersze od poprzednich, tworzące buławkę. Człon końcowy jest okrągły. Głowa mniej masywna niż u trojszyka ulca, z ciemnymi plamkami przy przednim brzegu oka i o tępych policzkach, niewystających poza krawędź oczu. Przedplecze  ma prostokątne w obrysie, najszersze pośrodku krawędzi bocznej, regularnie i niezbyt głęboko punktowane. Rzędy na pokrywach są wąskie, ze słabo widocznymi punktami, a międzyrzędy boczne mają tępe żeberka. Stopy cechuje ostatni człon krótszy niż pozostałe razem wzięte.

## Biologia i występowanie
Gatunek kosmopolityczny. Jego ojczyzną są prawdopodobnie Indie, gdzie występuje pod korą drzew. Synantrop. Występuje w ciepłych pomieszczeniach z przechowywaną żywnością. Odżywia się tam zbożem i jego przetworami, a także kakao, suszonymi owocami, orzeszkami ziemnymi czy imbirem. Spotykany też w zbiorach entomologicznych. W Polsce dość rzadko notowany.